# Valdštejnská (Praha)
Valdštejnská je ulice v Praze v severní části Malé Strany v městské části Praha 1, která spojuje Valdštejnské náměstí a Klárov.
Ulice dříve vedla od původní Písecké brány, pojmenované podle osady Písek u Vltavy. Dále na ní navazovala středověká, dávno již zrušená cesta přes dnešní Pětikostelní náměstí do jižní brány Pražského hradu. Směrem k Valdštejnskému náměstí jednosměrná ulice obsluhuje veškerou automobilovou dopravu ze severu do středu Malé Strany při Malostranském náměstí.

## Domy, paláce, parky a zahrady
Pravá strana (severní)
- Park Holubička

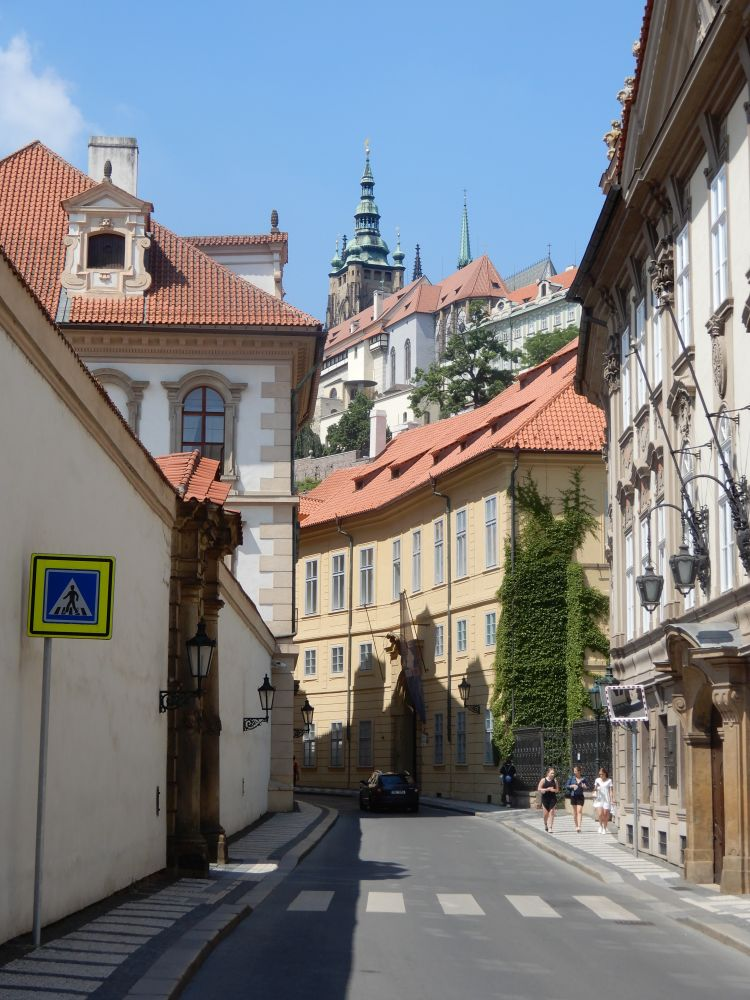
Valdštejnská ulice: vlevo Valdštejnský palác, vzadu Pálffyovský palác, zcela vpravo průčelí Kolovratského paláce

- Nájemný dům Valdštejnská 2, čp. 149/III
- Dům U bílého beránka (Demartiniovský) čp. 150/III, Valdštejnská 4, na místě cihelny postaven barokní třípodlažní dům s dochovaným domovním znamením, dnešní klasicistní přestavba od Ignáce Palliardiho z roku 1808; pamětní deska Adolfa Kosárka, který v domě zemřel.
- Dům 4a, čp. 288/III
- Dům U Bílého beránka – Valdštejnská 6, čp. 152/III], novobarokní vila z roku 1917 od J. V. Velflíka, sídlo Belgického velvyslanectví
- Fürstenberský palác – 8, čp. 153/III, renesanční, v baroku přestavěný palác, nyní sídlo Velvyslanectví Polské republiky
- Kolovratský palác – 10, čp. 154/III, nyní jedno ze sídel Parlamentu
- Malý Fürstenberský palác – 12, čp. 155/III a čp. 156/III
- Pálffyho palác – 14, čp. 158/III, využívá pro výuku a koncerty Pražské konzervatoř
- Dům U Tří sedláků – 16, čp. 159/III, renesanční, přestavba z roku 1813
- Dům U Zlatého šífu – 18, čp. 160/III, renesanční, fasáda kolem roku 1700
- Dům U zlatého slunce - 20, čp. 161/III, úzký půdorys, renesanční, interiéry adaptovány roku 1786, průčelí nově upraveno v 19. a 20. století; nyní Pedagogické muzeum Jana Amose Komenského v Praze

Levá strana (jižní)
- Valdštejnská jízdárna Valdštejnská 3
- zeď Valdštejnské zahrady
- Valdštejnský palác čp. 17/III, Valdštejnská 1